# Gerardo Diego
Œuvres principales
Versos humanos

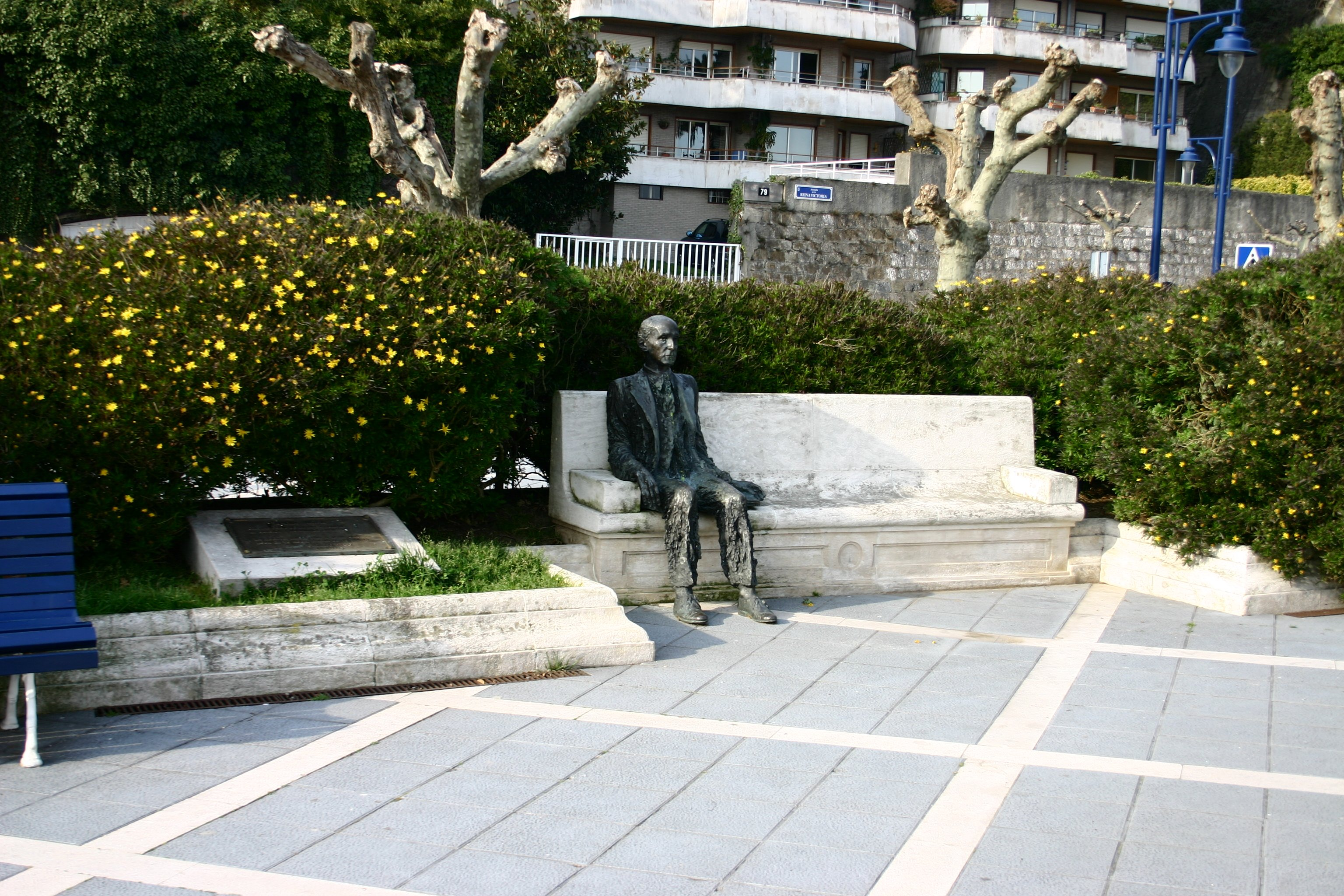
Statue de Gerardo Diego à Santander.

Gerardo Diego, né le 3 octobre 1896 à Santander et mort le 8 juillet 1987  à Madrid, est un poète espagnol appartenant à la génération de 27.
Il symbolise l'idéal de cette génération par la façon magistrale qu'il a de faire alterner la poésie traditionnelle avec la poésie d'avant-garde, dont il fut l'un des plus grands représentants pendant les années 1920. Son œuvre poétique suit par conséquent ces deux lignes.

## Analyse de l'œuvre
Sa poésie traditionnelle comprend des poèmes de structure classique, où apparaissent fréquemment le romance, la décima et le sonnet. Les thèmes sont très variés : paysages, religion, musique, tauromachie, amour, etc.
Dans ses premiers recueils — Iniciales (1918), El romancero de la novia (1918) et Soria (1923) — on observe une influence évidente de ses maîtres les plus admirés : Gustavo Adolfo Bécquer, Juan Ramón Jiménez et Antonio Machado.
Formé par 42 sonnets écrits avant la guerre d'Espagne, Alondra de verdad (1941) est un livre qui appartient aussi à la poésie traditionnelle, et qui présente, comme le déclare l'auteur lui-même, « un type de poésie directe, concrète, toujours vécue et élaborée au premier niveau ».
Son inclination pour l'avant-garde le pousse d'abord vers l'ultraïsme et plus tard vers le créationnisme (es), mouvement poétique initié par le poète chilien Vicente Huidobro.
L'absence de signes de ponctuation, la disposition des vers, les thèmes non transcendantaux et les images extraordinaires caractérisent cette poésie. Deux de ses livres sont nettement créationnistes : Manual de espumas (livre de poèmes de 1924, dans lequel se consolide son goût pour les images surprenantes et la métaphore audacieuse qui a tant caractérisé les disciples de Huidobro), et Fábula de Equis y Zeda (1932, parodie en « sextinas reales » des fables mythologiques, écrite en hommage à Góngora.
Gerardo Diego participe activement à la vie littéraire de l'époque et fonde deux revues, Carmen et Lola, auxquelles ont accès les nouveaux poètes de l'avant-garde. Son rôle est essentiel dans l'Antología poética en honor a Góngora (1927) et dans la Poesía española contemporánea 1915-31 (1932, seconde édition augmentée en 1934), livre fondamental pour avoir une vue panoramique de la création poétique espagnole de cette époque.

## Œuvres poétiques
- El romancero de la novia, Santander, Imp. J. Pérez, 1920.
- Imagen. Poemas (1918-1921), M., Gráfica de Ambos Mundos, 1922.
- Soria. Galería de estampas y efusiones, Valladolid, Libros para amigos, 1923.
- Manual de espumas, M., Cuadernos Literarios(La Lectura), 1924.
- Versos humanos, M., Renacimiento, 1925 — Prix national de poésie 1925.
- Viacrucis, Santander, Talleres Aldus, 1931.
- Fábula de Equis y Zeda, México, Alcancía, 1932.
- Poemas adrede, México, Alcancía, 1932.
- Ángeles de Compostela, M., Patria, 1940 (nueva versión completa- M.- Giner- 1961).
- Alondra de verdad, M., Escorial, 1941.
- Primera antología de sus versos, M., Espasa-Calpe, 1941.
- Romances (1918-1941), M., Patria, 1941.
- Poemas adrede, M., Col. Adonais, 1943 (Edición completa).
- La sorpresa, M., CSIC, 1944.
- Hasta siempre, M., Mensajes, 1948.
- La luna en el desierto, Santander, Vda F. Fons, 1949.
- Limbo, Las Palmas de Gran Canaria, El Arca, 1951.
- Visitación de Gabriel Miró, Alicante, 1951.
- Dos poemas (Versos divinos), Melilla, 1952.
- Biografía incompleta, M., Cultura Hispánica, 1953 (Ilustraciones de José Caballero. 2ª edición con nuevos poemas- M.- Cultura Hispánica- 1967).
- Segundo sueño (Homenaje a Sor Juan Inés de la Cruz), Santander, Col. Tito Hombre, 1953 (Xilografías de Joaquín de la Fuente).
- Variación, M., Neblí, 1954.
- Amazona, M., Ágora, 1956.
- Égloga a Antonio Bienvenida, Santander, Ateneo, 1956.
- Paisaje con figuras, Palma de Mallorca, Papeles de Sons Armadans, 1956 (Premio Nacional de Literatura).
- Amor solo, M., Espasa-Calpe, 1958 (Premio Ciudad de Barcelona 1952).
- Canciones a Violante, M., Punta Europa, 1959.
- Glosa a Villamediana, M., Palabra y Tiempo, 1961.
- La rama, Santander, La isla de los ratones, 1961.
- Mi Santander, mi cuna, mi palabra, Santander, Diputación, 1961.
- Sonetos a Violante, Sevilla, La Muestra, 1962.
- La suerte o la muerte. Poema del toreo, M., Taurus, 1963.
- Nocturnos de Chopin, M., Bullón, 1963.
- El jándalo (Sevilla y Cádiz)´, M., Taurus, 1964.
- Poesía amorosa 1918-1961, B., Plaza y Janés, 1965.
- El Cordobes dilucidado y vuelta del peregrino, M., Revista de Occidente, 1966.
- Odas morales, Málaga, Librería Anticuaria El Guadalhorce, 1966.
- Variación 2, Santander, Clásicos de Todos los Años, 1966.
- Segunda antología de sus versos (1941-1967) M., Espasa-Calpe, 1967.
- La fundación del querer, Santander, La isla de los ratones, 1970.
- Versos divinos, M., Alforjas para la poesía española(Fundación Conrado Blanco), 1971.
- Cementerio civil, B., Plaza y Janés, 1972.
- Carmen jubilar, Salamanca, Álamo, 1975.
- Cometa errante, B., Plaza y Janés, 1985.
- Jeanne Marie, Los caminos del alma / Les Chemins de l’âme - memoria viva de los poetas del 27’ mémoire vive des poètes de la Génération de 1927, éditions Paradigme Orléans

## Distinctions
- Grand-croix de l'ordre d'Isabelle la Catholique